# Hondaknoten
Der Hondaknoten (Honda spanisch: Schlinge) dient zum Knüpfen des Auges bei der Lasso-Schlinge.
Er basiert auf dem „Bowstringknot“ mit einem zusätzlichen Überhandknoten als Sicherung. Das Wort ist abgeleitet vom mexikanischen Substantiv „hondilla“, das „Schleuder“, „Zwille“ oder „kleine Schlinge“ bedeutet.

## Anwendung

Cowboy & Lasso

Der Lassoknoten wird von den Cowboys verwendet, um mit einem Lasso Rinder und Pferde einzufangen. Er dient zur Herstellung eines festen Auges am einen Ende des Seiles. Durch dieses Auge wird das meist aus Rohleder geflochtene Seil durchgesteckt, um die Lasso-Schlinge zu bilden. Entscheidend ist, dass das Auge möglichst rund ist, damit das Seil gut durchgleitet und sich die Schlinge leicht zuziehen kann. Das Auge hat den Durchmesser von der Größe eines Ringes aus Zeigefinger und Daumen. Die Schlinge hat beim Werfen einen Durchmesser von etwa 1,5 m.

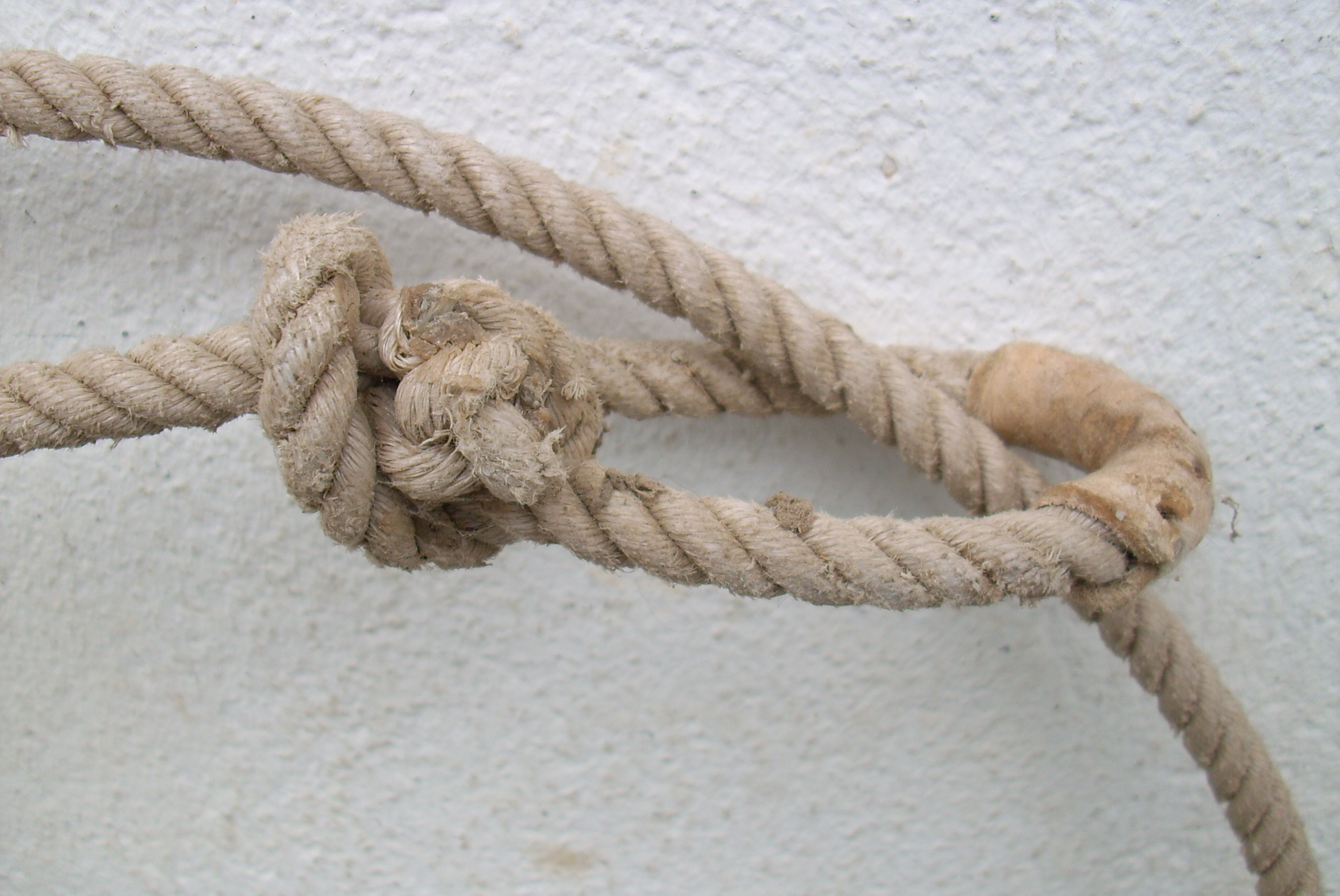
Knoten an Hanf-Lasso
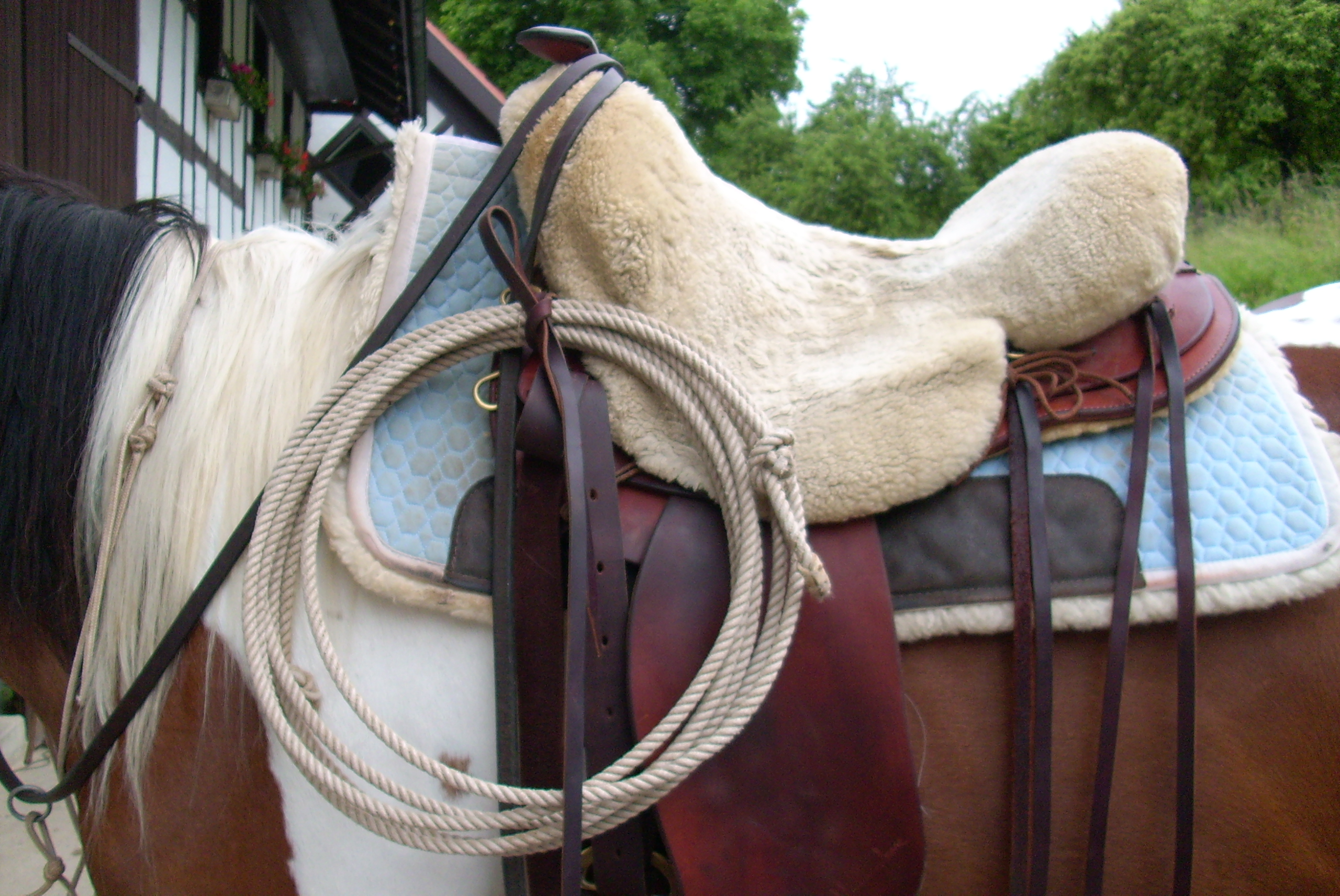
Lasso am Pferd

## Knüpfen

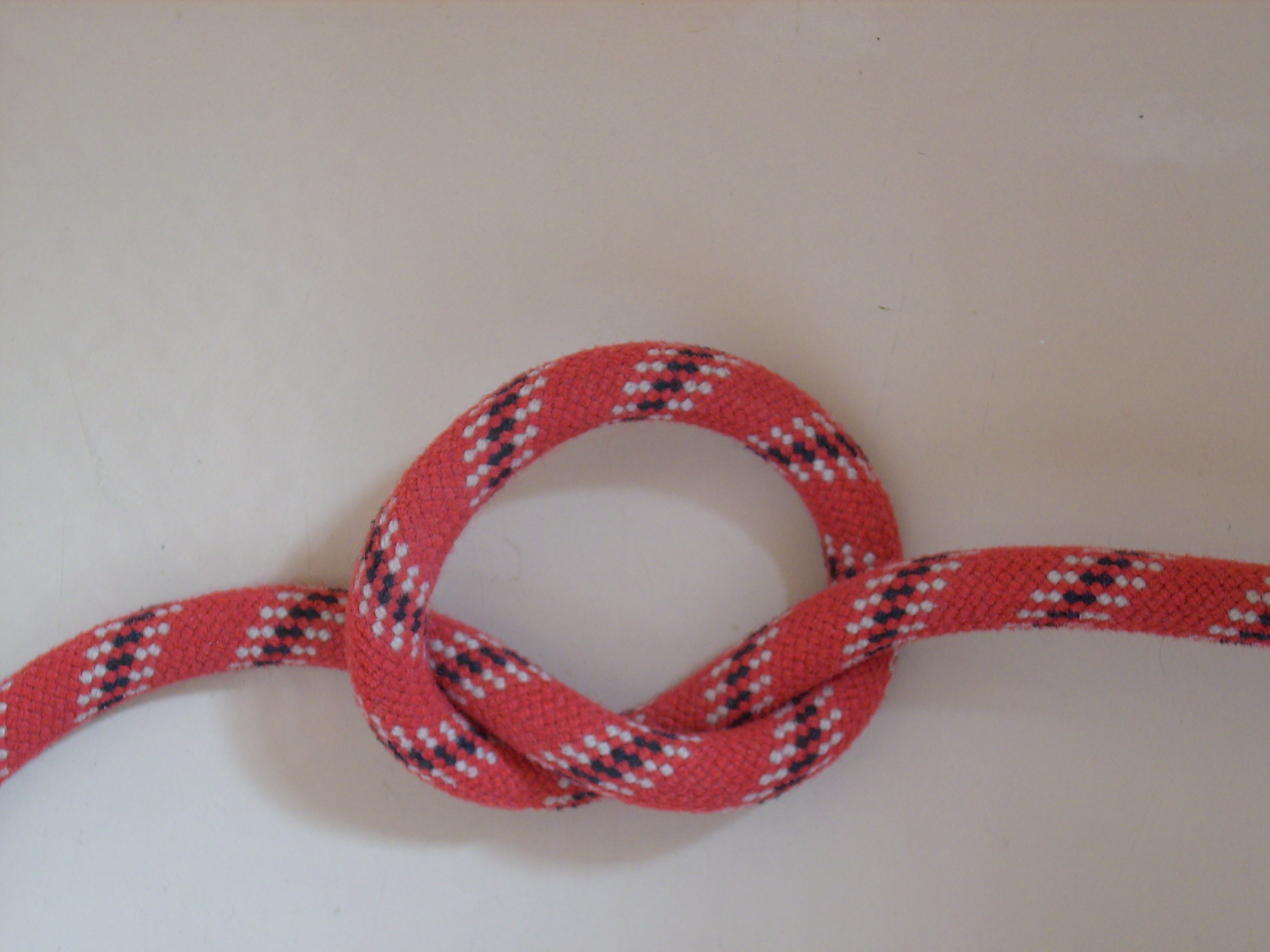
Überhandknoten
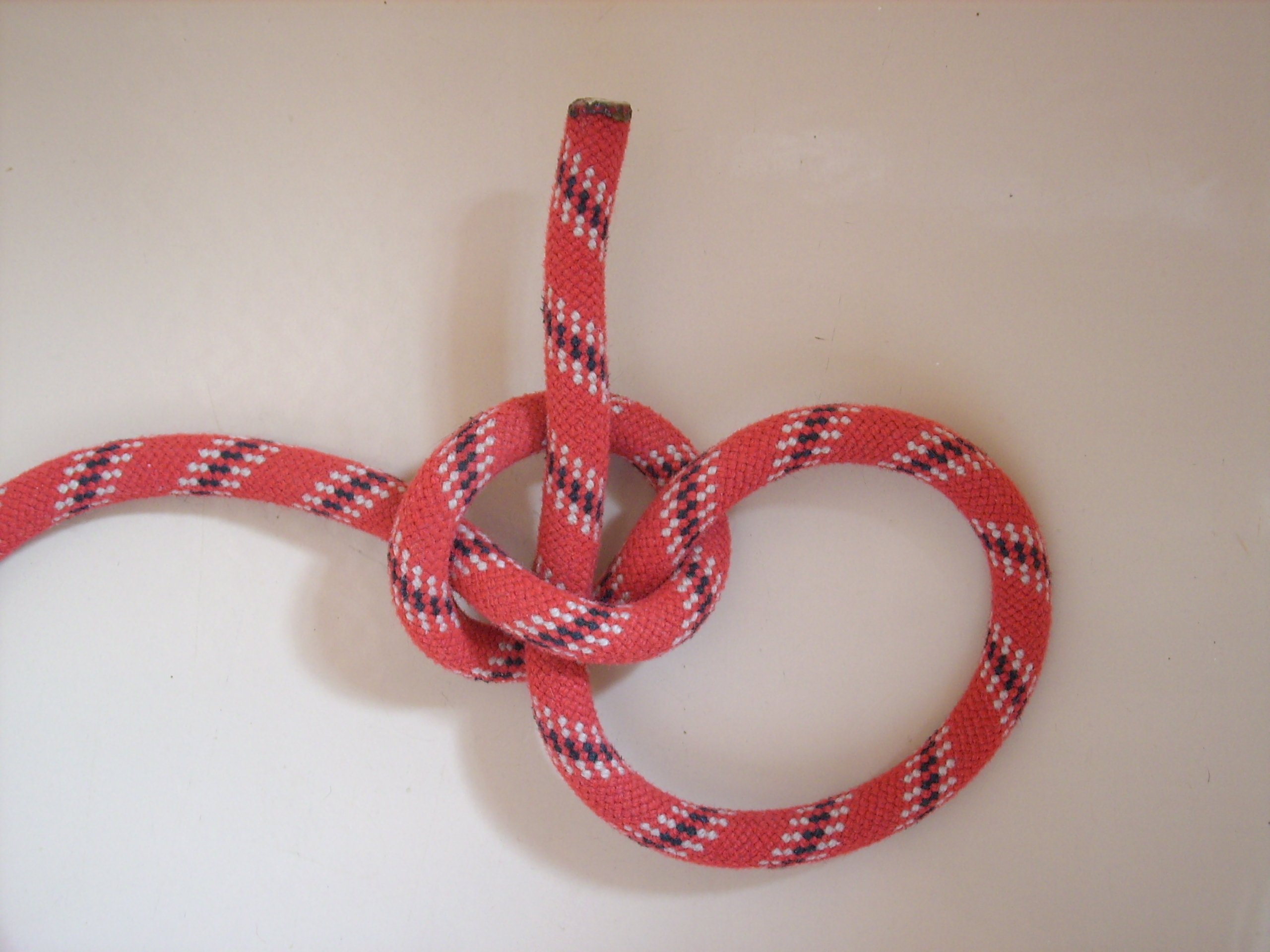
nur durch die obenliegende Part des Überhandknoten durch
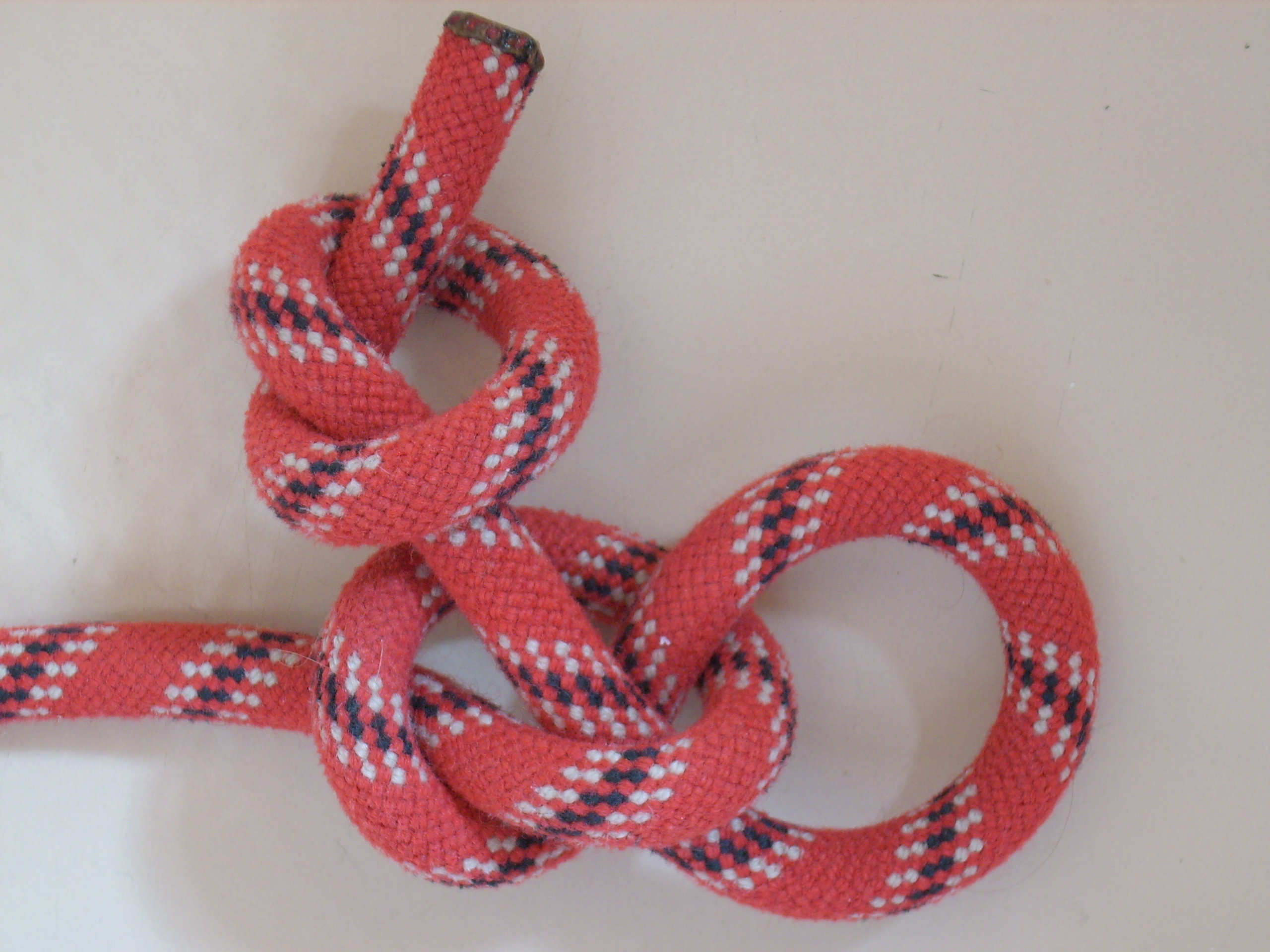
Überhandknoten zum Sichern
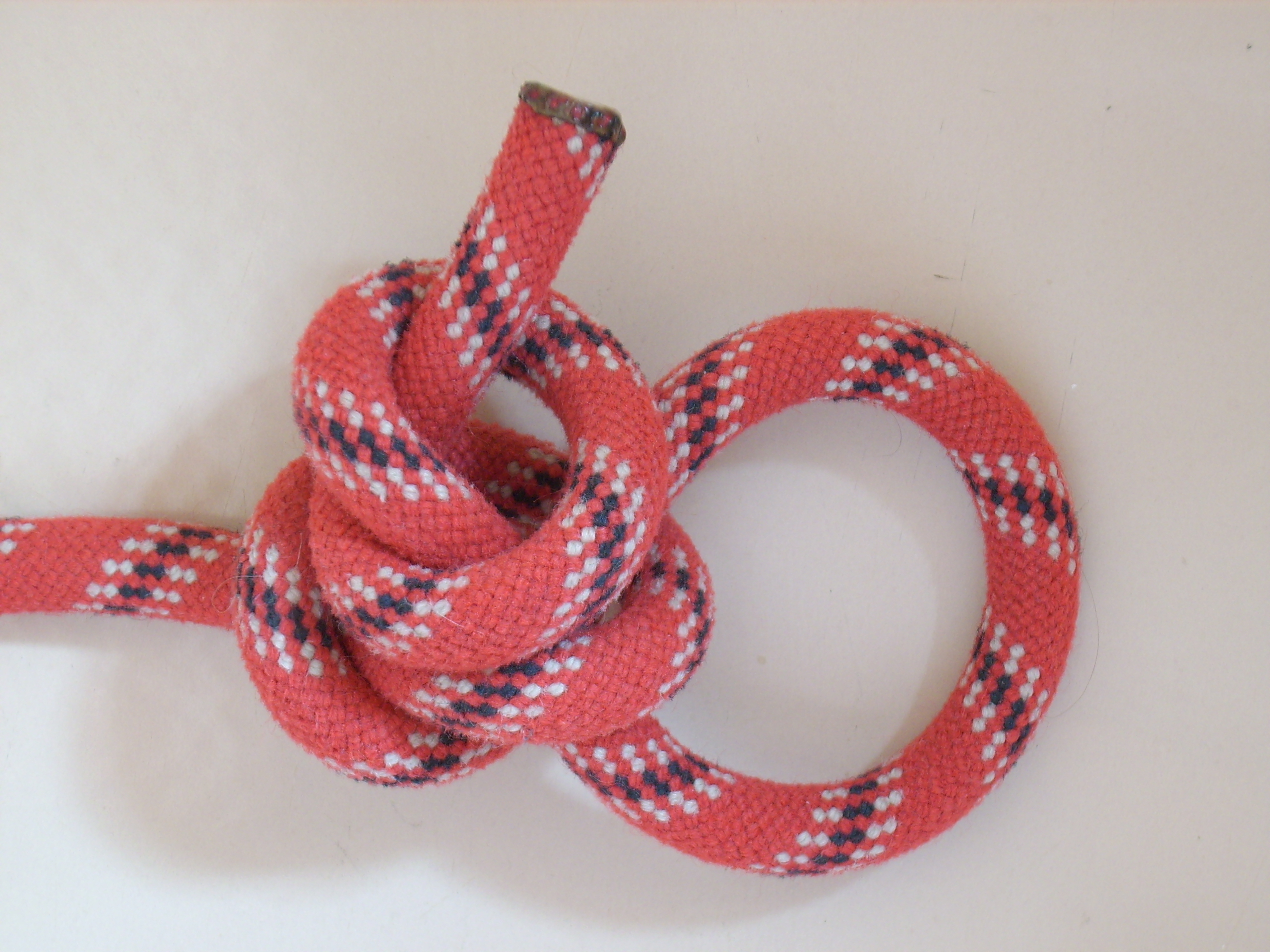
fertig

## Alternativen
Statt des Hondaknotens kann man auch einen Palstek um die stehende Part knüpfen. Der Hondaknoten bildet jedoch eine rundere Schlaufe, die leichter über die stehende Part gleitet.

## Abwandlungen
Beim Arborknoten wird ein Überhandknoten um das Seil geknüpft und dann ein zweiter Überhandknoten als Sicherung (Schloß) auf das Ende gesetzt. (Die Schlinge geht dann durch den Überhandknoten.)